# پودیلسک
پودیلسک (به اوکراینی: Подільськ) شهری در استان اودسا در کشور اوکراین واقع شده‌است. جمعیت این شهر ۳۹,۶۶۲ نفر (۲۰۲۱ تخمینی)است.

## نگارخانه

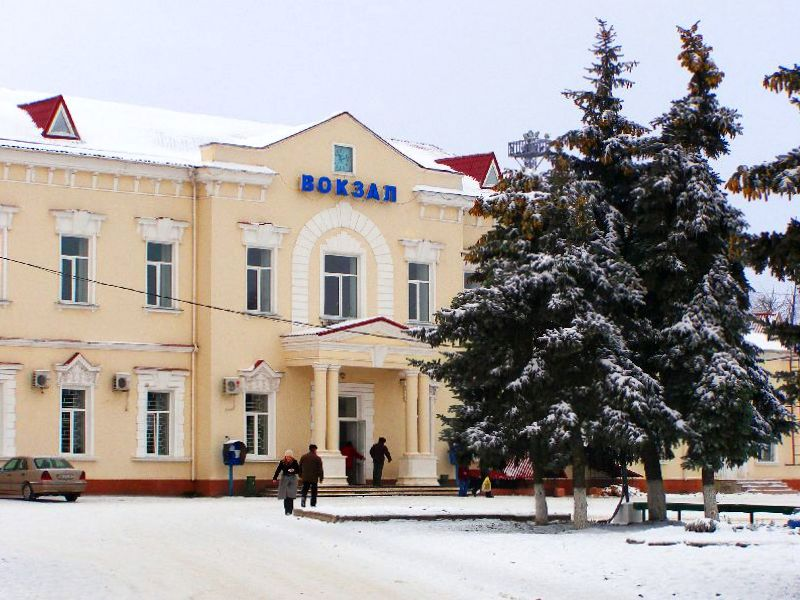
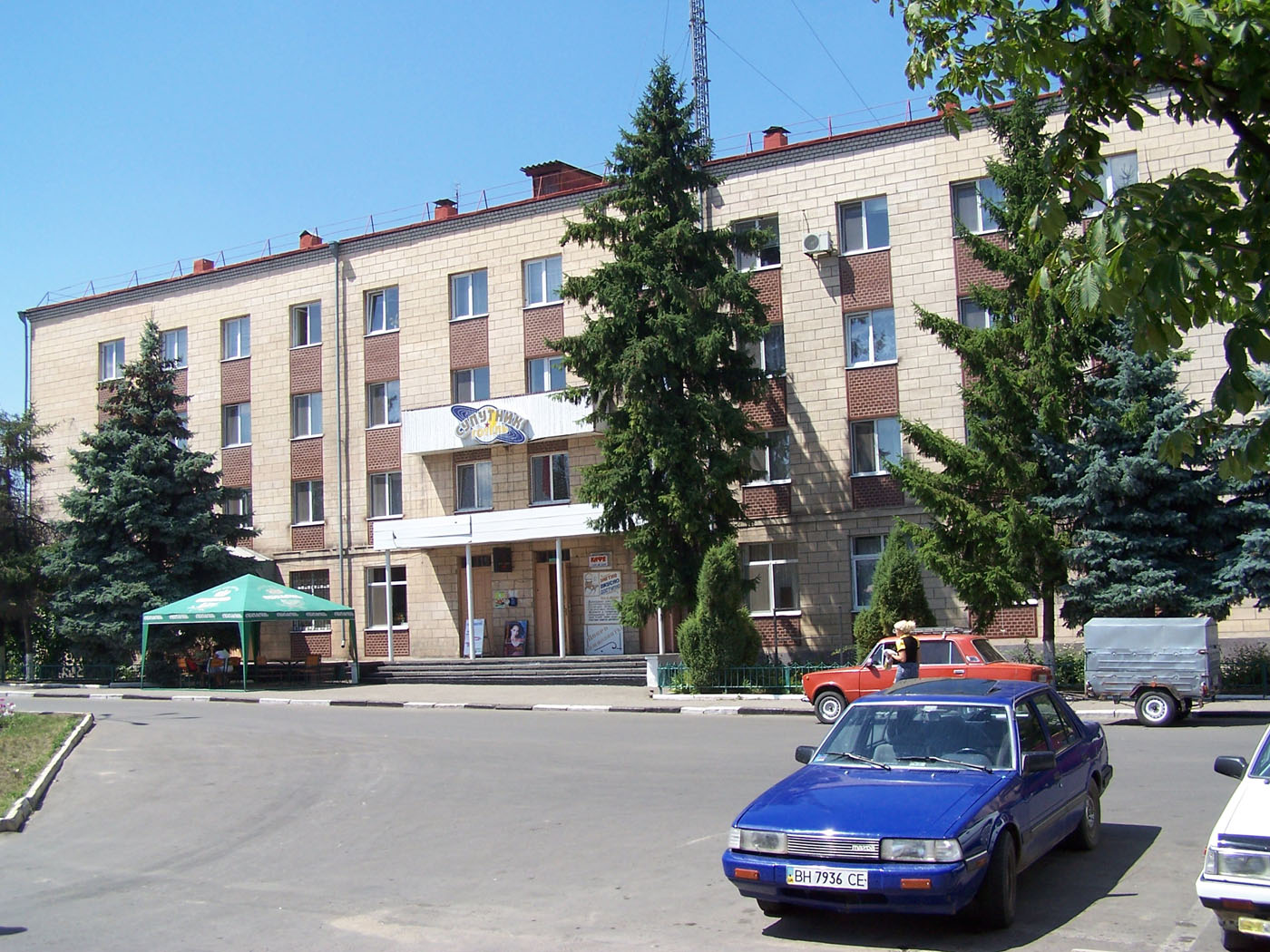
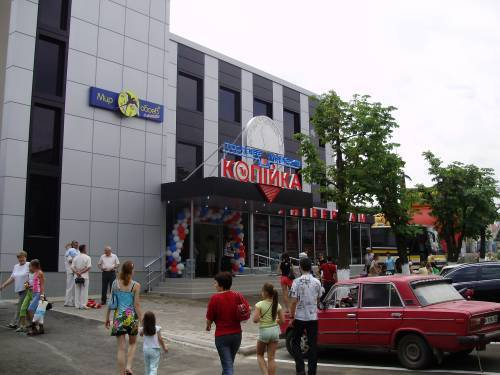
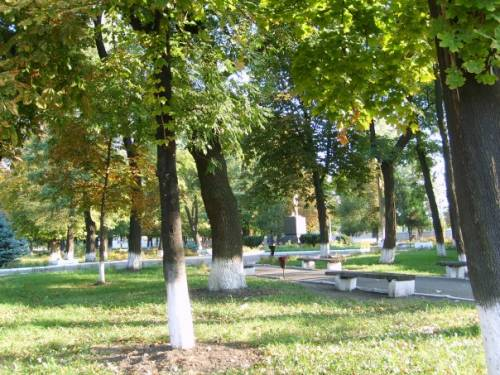
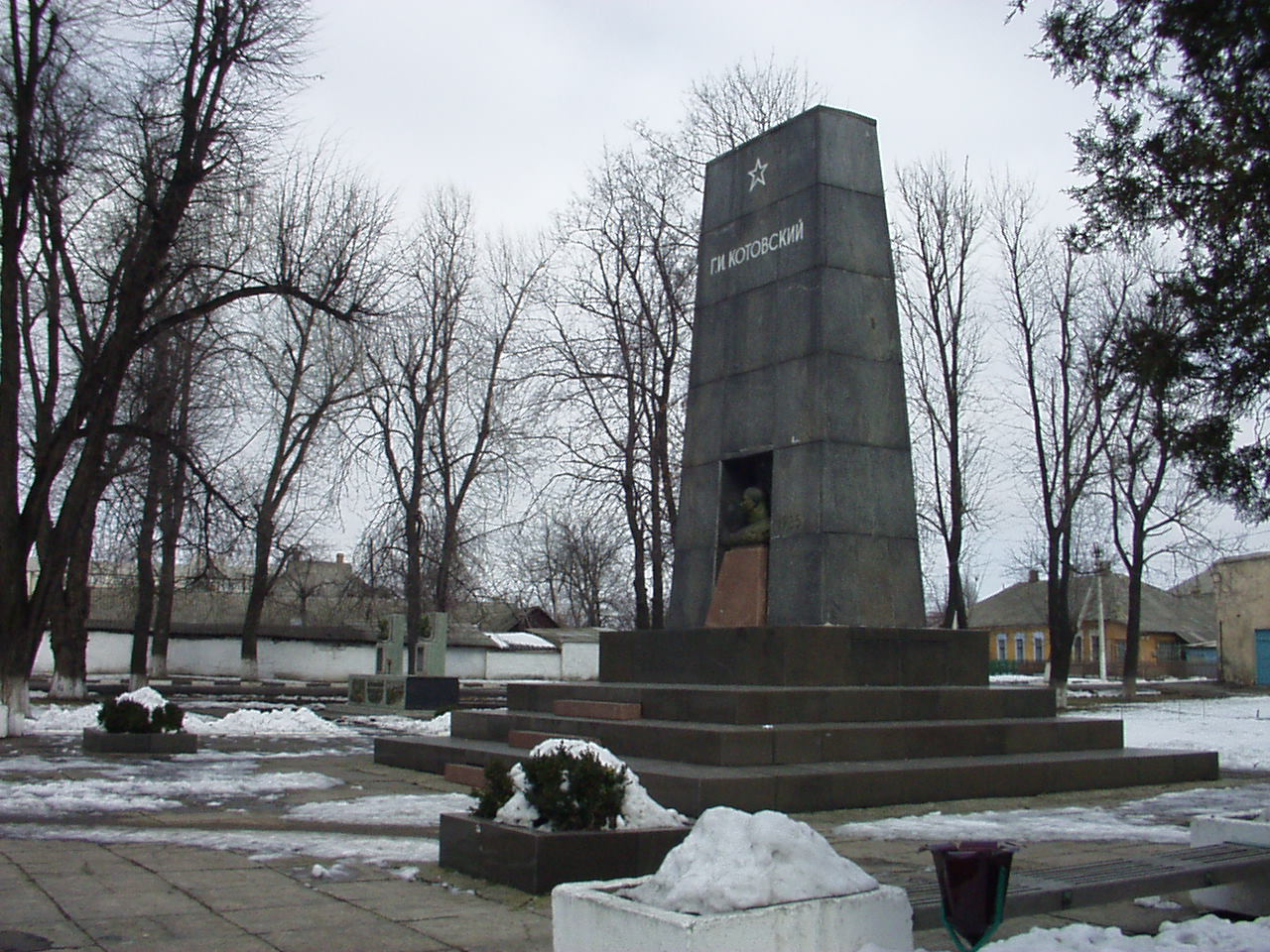